# Agar PCB
Agar cu cartofi, morcovi si bila de bou, folosit ca mediu selectiv pentru izolarea fungilor din genul Candida. Majoritatea speciilor sunt capabile să formeze pseudomicelii (levurile se alungesc dar rămân unite) cu blastoconidii dispuse vertical și neregulat. La câteva specii levurile filamentoase dau naștere la un adevărat miceliu (hife septate cu margini paralele). Candida albicans și C. stellatoidea formează rapid celule voluminoase, rotunde sau ovale (6-12 µm), numite clamidiospori. Această formă de rezistență este situată intercalat, lateral sau terminal de pseudomiceliu și sunt purtate în cazul lui C. albicans de celulele bazale sau de protoclamidiospori.